# Риби-папуги
Риби-папуги (Scaridae) — родина переважно морських тропічних риб ряду окунеподібних. Родина містить 10 родів та близько 90 видів, поширених на мілководних рифах Атлантичного, Індійського і Тихого океанів та багатьох морів, наприклад Червоного та Карибського.
Риби-папуги названі так за будову щелеп: їх численні зуби розміщені у вигляді щільної мозаїки на зовнішній стороні щелеп, формуючи «дзьоб», що нагадує дзьоб папуг, за допомогою яких вони здатні подрібнювати водорості, що ростуть на рифах. Більшість видів мають яскраве забарвлення зеленими, блакитними, червоними та жовтими кольорами, проте вони не дуже популярні в акваріумах. Їх зуби постійно ростуть, що вимагає твердої їжі та робить незручним штучне годування. Хоча ці риби переважно живляться водоростями, інколи не нехтують і дрібними тваринами коралових рифів. Деякі види, наприклад, Bolbometopon muricatum, живляться кораловими поліпами, яких роздрібнюють зубами, а тверді частинки виділяються з послідом.